# 日本写真史展
日本写真史展（にほんしゃしんしてん、The History of Japanese Photography）とは、アメリカのヒューストン美術館（The Museum of Fine Arts, Houston）において2003年3月2日から4月27日にかけて開催された展覧会。キュレーターは、同美術館のアン・タッカー（Anne Wilkes Tucker, Ms.）。2009年現在、海外において開催された日本の写真の全史を紹介する展覧会としては最大のもの。約60名の日本人写真家が紹介されたといわれる。
なお、この展覧会名の日本語訳は1つに定まっておらず、「日本の写真史展」、「日本写真の歴史展」、「日本の写真の歴史展」などと訳される場合もある。
　

## 展覧会カタログ
この展覧会については、大部の展覧会カタログ（展覧会タイトルと同名、ISBN; 0300099258）が作成されている。このカタログには、木下直之、金子隆一、竹葉丈（名古屋市美術館学芸員）、飯沢耕太郎の4名が文章を寄せている。
また、巻末の「作家経歴」のページには、以下の110名・組が紹介されている（ABC順）。
- ARAKI Nobuyoshi （b. 1940、荒木経惟）
- ARIMA Mitsugi （1897-1969、有馬光城）
- BURTON, William Kinimond （1853-1899、ウィリアム・K・バートン）
- DOMON Ken （1909-1990、土門拳）
- Ei-Q (SUGITA Hideo) （1911-1960、瑛九。本名・杉田秀夫）
- ESAKI Reiji （1845-1910、江崎礼二）
- FUCHIKAMI Hakuyo （1889-1960、淵上白陽）
- FUKASE Masahisa （b. 1934、深瀬昌久）
- FUKUHARA Roso （1892-1946、福原路草）
- FUKUHARA Shinzo （1883-1948、福原信三）
- FUKUMORI Hakuyo （1887-1942、福森白洋）
- FURUKAWA Narutoshi （1900-1996、古川成俊）
- GOCHO Shigeo （1946-1983、牛腸茂雄）
- HAMAYA Hiroshi （1915-1999、濱谷浩）
- HANAWA Gingo （1894-1957、花和銀吾）
- HANAYA Kambei （1903-1991、ハナヤ勘兵衛）
- HASEGAWA Kichijiro （fl. 1870s、長谷川吉次郎）
- HATAKEYAMA Naoya （b. 1958、畠山直哉）
- HAYASHI Shigeo （1918-2002、林重男）
- HAYASHI Tadahiko （1918-1990、林忠彦）
- HIDAKA Chotaro （1883-1926、日高長太郎）
- HIRAI Terushichi （1900-1970、平井輝七）
- HIRAKAWA Noritoshi （b. 1960、平川典俊）
- Hiromix （b. 1976、ヒロミックス）
- HISANO Hisashi （1903-1946、久野久）
- HOMMA Takashi （b. 1962、ホンマタカシ）
- Hori Yohei Studio （HORI Masumi, 1826-1880、堀与兵衛、堀真澄）
- HORINO Masao （1907-1999、堀野正雄）
- HOSOE Eikoh （b. 1933、細江英公）
- ICHIKI Shiro （1828-1903、市来四郎）
- IDA Kokichi （1846-1911、井田侾吉）
- ISHIMOTO Yasuhiro （b. 1921、石元泰博）
- ISHIUCHI Miyako （b. 1947、石内都）
- Japanse Army Photography Unit, Land Survey Department (Rikuchi Sokuryobu) （陸地測量部）
- KAJIMA Seibei （1866-1924、鹿島清兵衛）
- KAMEI Koreaki （1861-1896、亀井茲明）
- KANEMURA Osamu （b. 1964、金村修）
- KAWADA Kikuji （b. 1933、川田喜久治）
- KIMURA Ihee [KIMURA Ihei] （1901-1974、木村伊兵衛）
- Kobayashi Studio （fl. early twentieth century）
- KOBAYASHI Norio （b. 1952、小林のりお）
- KOISHI Kiyoshi （1908-1957、小石清）
- KOMIYAMA Nobuyoshi （fl. 1882-1892）
- KON Michiko （b. 1955、今道子）
- KUROKAWA Suizan （1882-1944、黒川翠山）
- KUSAKABE Kimbei （1841-1934、日下部金兵衛）
- KUWABARA Kineo （b. 1913、桑原甲子雄）
- MASUKO Aitaro （1882-1968、益子愛太郎）
- MISHIMA Tokiwa （1854-1941、三島常盤）
- MIYAMOTO Ryuji （b. 1947、宮本隆司）
- MORIMURA Yasumasa （b. 1951、森村泰昌）
- MORIYAMA Daido （b. 1938、森山大道）
- NAGANO Shigeichi （b. 1925、長野重一）
- NAGASHIMA Yurie （b. 1973、長島有里枝）
- NAITO Masatoshi （b. 1938、内藤正敏）
- NAKAHIRA Takuma （b. 1938、中平卓馬）
- NAKAYAMA Iwata （1895-1949、中山岩太）
- Namiki Studio （fl. ca. 1880）
- NARAHARA Ikko （b. 1931、奈良原一高）
- NATORI Yonosuke （1910-1962、名取洋之助）
- NINAGAWA Mika （b. 1972、蜷川実花）
- NOJIMA Yasuzo （1889-1964、野島康三）
- NOMURA Hitoshi （b. 1945、野村仁）
- OGAWA Gesshu （1891-1967、小川月舟）
- OGAWA Kazuma （1860-1929、小川一真）
- OHASHI Matsutaro （1891-1941、大橋松太郎）
- OKADA Chuji （1909-1977、岡田中治）
- OKANOUE Toshiko （b. 1928、岡上淑子）
- OTSUJI Kiyoji （1923-2001、大辻清司）
- OTSUKA Tokusaburo （1853- 1939、大塚徳三郎）
- SAKATA Minoru （1902-1974、坂田稔）
- SAKUMA Hanzo （1844-1897、佐久間範造）
- SATO Tokihiro （b. 1957、佐藤時啓）
- Seishindo Studio （fl. ca. late 1880s）
- SHIBATA Toshio （b. 1949、柴田敏雄）
- SHIIHARA Osamu （1905-1974、椎原治）
- SHIMA Kakoku and SHIMA Ryu （1827-1870 and 1823-1899、島霞谷、島隆）
- SHIMAMURA Hoko （1890-1944、島村逢紅）
- SHIMAZU Nariakira （1809-1858、島津斉彬）
- SHIMOOKA Renjo （1823-1914、下岡蓮杖）
- SHIMOZATO Yoshio （1907-1981、下郷羊雄）
- SHIOTANI Teiko （1899-1988、塩谷定好）
- SUDA Issei （b. 1940、須田一政）
- SUGIMOTO Hiroshi （b. 1948、杉本博司）
- SUZUKI Risaku （b. 1963、鈴木理策）
- Taguchi Studio （fl. 1880s）
- TAKAHASHI Wataru （1900-1944、高橋渡）
- TAKAYAMA Masataka （1895-1981、高山正隆）
- TAKEBAYASHI Seiichi （1842-1908、武林盛一）
- TAMOTO Kenzo （1832-1912、田本研造）
- TAMURA Sakae （1906-1987、田村榮）
- TANAKA Takeshi （1859-?、田中武）
- TOKIWA Toyoko （b. 1930、常盤とよ子）
- TOMATSU Shomei （b. 1930、東松照明）
- TOMISHIGE Rihei （1837-1922、冨重利平）
- TSUCHIDA Hiromi （b. 1939、土田ヒロミ）
- TSUSAKA Jun （1900-1963、津坂淳）
- UCHIDA Kuichi （1844-1875、内田九一）
- UEDA Shoji （1913-2000、植田正治）
- UENO Hikoma （1838-1904、上野彦馬）
- UMESAKA Ori （1900-1965、梅阪鶯里）
- WATANABE Yoshio （1907-2000、渡辺義雄）
- YAMAMOTO Kansuke （1914-1987、山本悍右）
- YAMAMOTO Makihiko （1893-1985、山本牧彦）
- YANAGI Miwa （b. 1967、やなぎみわ）
- YASUI Nakaji （1903-1942、安井仲治）
- YOKOYAMA Matsusaburo （1838-1884、横山松三郎）
- YONEDA Tomoko （b. 1965、米田知子）
- Yoshikawa Studio （fl. 1870s）
- YOSHINO Makoto （1884-1946、吉野誠 (写真家)）